# 1978 na televisão
Nesta página encontram-se os fatos, estreias e términos sobre televisão que aconteceram durante o ano de 1978.

## Eventos

### Abril
- 26 de abril — É inaugurada a TV Brasil Oeste, afiliada da Rede Tupi em Cuiabá, Mato Grosso.

### Junho
- 1.º–25 de junho — A Rede Globo e a Rede Tupi realizam a cobertura da Copa do Mundo FIFA de 1978.

### Julho
- 25 de julho — É inaugurada a TV Sul Fluminense, afiliada da Rede Bandeirantes em Barra Mansa, Rio de Janeiro.

### Agosto
- 30 de agosto — É inaugurada a TV Uirapuru, afiliada da Rede Bandeirantes em Fortaleza, Ceará.

### Outubro
- 10 de outubro — É inaugurada a TV Eldorado, afiliada da Rede Bandeirantes em Criciúma, Santa Catarina.

## Programas

### Brasil

#### Janeiro
- 2 de janeiro — Estreia João Brasileiro, o Bom Baiano na Rede Tupi.
- 13 de janeiro
  - Reestreia Programa Pullman Junior na TV Gazeta.
  - Termina Nina na Rede Globo.
- 16 de janeiro
  - Estreia Telecurso na Rede Globo e na TV Cultura.
  - Termina Escrava Isaura na Rede Globo.
  - Estreia O Pulo do Gato na Rede Globo.
- 17 de janeiro — Reestreia Locomotivas na Rede Globo.
- 27 de janeiro — Termina Sinhazinha Flô na Rede Globo.
- 30 de janeiro — Estreia Maria, Maria na Rede Globo.

#### Março
- 4 de março — Termina Sem Lenço, sem Documento na Rede Globo.
- 6 de março
  - Estreia Te Contei? na Rede Globo.
  - Estreia Kika e Xuxu na Rede Globo.

#### Abril
- 26 de abril — Estreia Ciranda Cirandinha na Rede Globo.
- 29 de abril — Termina O Profeta na Rede Tupi.

#### Maio
- 1.º de maio — Estreia Roda de Fogo na Rede Tupi.
- 22 de maio — Estreia Solar Paraíso na TVS Rio de Janeiro.

#### Junho
- 23 de junho — Termina Maria, Maria na Rede Globo.
- 26 de junho — Estreia Gina na Rede Globo.

#### Julho
- 7 de julho — Termina Solar Paraíso na TVS Rio de Janeiro.
- 8 de julho — Termina O Astro na Rede Globo.
- 10 de julho — Estreia Dancin' Days na Rede Globo.
- 28 de julho — Termina O Pulo do Gato na Rede Globo.
- 31 de julho
  - Estreia O Direito de Nascer na Rede Tupi.
  - Estreia Sinal de Alerta na Rede Globo.

#### Agosto
- 14 de agosto — Estreia Globo Esporte na Rede Globo.

#### Setembro
- 1.º de setembro — Termina Te Contei? na Rede Globo.
- 4 de setembro — Estreia Pecado Rasgado na Rede Globo.
- 9 de setembro — Termina João Brasileiro, o Bom Baiano na Rede Tupi.
- 11 de setembro — Estreia Salário Mínimo na Rede Tupi.
- 19 de setembro — Termina Locomotivas na Rede Globo.
- 20 de setembro — Reestreia Carinhoso na Rede Globo.
- 25 de setembro — Estreia Os Pankekas na Rede Tupi.

#### Outubro
- 6 de outubro — Termina Gina na Rede Globo.
- 9 de outubro — Estreia A Sucessora na Rede Globo.
- 11 de outubro — Termina Ciranda Cirandinha na Rede Globo.
- 28 de outubro — Termina Roda de Fogo na Rede Tupi.

#### Novembro
- 13 de novembro — Estreia Aritana na Rede Tupi.
- 18 de novembro — Termina Praça da Alegria na Rede Globo.

### Dezembro
- 11 de dezembro — Termina Programa Pullman Junior na TV Gazeta.
- 28 de dezembro — A Rede Globo exibe o especial Roberto Carlos: Um Milhão de Amigos.

### Estados Unidos

#### Janeiro
- 13 de janeiro — A CBS exibe o especial Hanna-Barbera's All-Star Comedy Ice Revue
- 14 de janeiro — Estreia Fantasy Island (no Brasil: A Ilha da Fantasia) na ABC.

#### Abril
- 2 de abril — Estreia Dallas na CBS.

#### Junho
- 6 de junho — Estreia 20/20 na ABC.

#### Setembro
- 9 de setembro
  - Estreia Fangface (no Brasil: Bicudo, o lobisomem) na ABC.
  - Estreia Jana of the Jungle (no Brasil: Jana das Selvas) na NBC.
  - Estreia Fantastic Four (no Brasil: Quarteto Fantástico) na NBC.
  - Estreia Yogi's Space Race (no Brasil: A Corrida Espacial do Zé Colmeia) na NBC.
  - Estreia Tarzan and the Super 7 (no Brasil: Tarzan e os Super 7) na CBS.
  - Estreia The All New Popeye Hour (no Brasil: O Novo Show do Popeye) na CBS.
- 14 de setembro — Estreia Mork & Mindy na ABC.

#### Novembro
- 3 de novembro — Estreia Diff'rent Strokes (no Brasil: Arnold, Minha Família é uma Bagunça ou Branco e Negro) na NBC.
- 4 de novembro — Estreia The Incredible Hulk na CBS.

#### Dezembro
- 2 de dezembro
  - Termina Jana of the Jungle (no Brasil: Jana das Selvas) na NBC.
  - Termina Yogi's Space Race (no Brasil: A Corrida Espacial do Zé Colmeia) na NBC.
- 16 de dezembro — Termina Fantastic Four (no Brasil: Quarteto Fantástico) na NBC.

### México

#### Maio
- 22 de maio — Estreia Viviana (no Brasil: Viviana, em Busca do Amor) no Las Estrellas.

### Reino Unido

#### Janeiro
- 8 de janeiro — Estreia All Creatures Great and Small (no Brasil: Criaturas Grandes e Pequenas) na BBC.

## Nascimentos
| Data            | Nome                 | Profissão                                        | Nacionalidade    | Observações | Ref |
| --------------- | -------------------- | ------------------------------------------------ | ---------------- | ----------- | --- |
| 13 de janeiro   | Victor Pecoraro      | ator                                             | Brasil           |             |     |
| 19 de janeiro   | Thiago Lacerda       | ator                                             | Brasil           |             |     |
| 29 de janeiro   | Débora Lamm          | atriz                                            | Brasil           |             |     |
| 2 de fevereiro  | Bárbara Mori         | atriz                                            | Uruguai / México |             |     |
| 7 de fevereiro  | Ashton Kutcher       | ator                                             | Estados Unidos   |             |     |
| 10 de fevereiro | Henri Castelli       | ator e modelo                                    | Brasil           |             |     |
| 17 de abril     | Juliana Baroni       | atriz                                            | Brasil           |             |     |
| 23 de maio      | Lia Sophia           | cantora                                          | Brasil           |             |     |
| 5 de maio       | Júlia Feldens        | atriz                                            | Brasil           |             |     |
| 6 de maio       | Nuno Lopes           | ator                                             | Portugal         |             |     |
| 16 de maio      | Thierry Figueira     | ator                                             | Brasil           |             |     |
| 21 de maio      | Lisette Morelos      | atriz                                            | México           |             |     |
| 30 de maio      | Flávio Tolezani      | ator                                             | Brasil           |             |     |
| 5 de junho      | Márcio Kieling       | ator                                             | Brasil           |             |     |
| 19 de junho     | Zoë Saldaña          | atriz                                            | Estados Unidos   |             |     |
| 23 de junho     | Leandro Firmino      | ator                                             | Brasil           |             |     |
| 25 de julho     | Dani Ornellas        | atriz                                            | Brasil           |             |     |
| 1 de agosto     | Gaby Amarantos       | cantora                                          | Brasil           |             |     |
| 3 de agosto     | Anderson di Rizzi    | ator                                             | Brasil           |             |     |
| 16 de agosto    | Karine Teles         | atriz                                            | Brasil           |             |     |
| 18 de agosto    | Fabíula Nascimento   | atriz                                            | Brasil           |             |     |
| 19 de agosto    | Ana Paula Tabalipa   | atriz                                            | Brasil           |             |     |
| 22 de agosto    | Irandhir Santos      | ator                                             | Brasil           |             |     |
| 22 de agosto    | Oscar Filho          | humorista                                        | Brasil           |             |     |
| 22 de agosto    | James Corden         | apresentador, ator e comediante                  | Reino Unido      |             |     |
| 24 de agosto    | Mariana Ferrão       | jornalista                                       | Brasil           |             |     |
| 31 de agosto    | Regiane Alves        | atriz                                            | Brasil           |             |     |
| 6 de setembro   | Adriana Reid         | jornalista                                       | Brasil           |             |     |
| 16 de setembro  | Carolina Dieckmann   | atriz                                            | Brasil           |             |     |
| 19 de setembro  | Luisa Mell           | apresentadora                                    | Brasil           |             |     |
| 2 de outubro    | Franciely Freduzeski | atriz e modelo                                   | Brasil           |             |     |
| 6 de outubro    | Samara Felippo       | atriz                                            | Brasil           |             |     |
| 11 de outubro   | Miriam Freeland      | atriz                                            | Brasil           |             |     |
| 20 de outubro   | Alberto Ammann       | ator                                             | Argentina        |             |     |
| 30 de outubro   | Paulo Gustavo        | ator                                             | Brasil           | m. 2021     |     |
| 30 de outubro   | Natália Lage         | atriz                                            | Brasil           |             |     |
| 1 de novembro   | Lázaro Ramos         | ator, cineasta e escritor de literatura infantil | Brasil           |             |     |
| 6 de novembro   | Daniella Cicarelli   | modelo e apresentadora                           | Brasil           |             |     |
| 7 de novembro   | Dudu Azevedo         | ator e baterista                                 | Brasil           |             |     |
| 10 de novembro  | Amanda Acosta        | atriz e cantora                                  | Brasil           |             |     |
| 19 de novembro  | Amandha Lee          | atriz                                            | Brasil           |             |     |
| 25 de novembro  | Taís Araújo          | atriz, modelo e apresentadora                    | Brasil           |             |     |
| 4 de dezembro   | Katiuscia Canoro     | atriz e humorista                                | Brasil           |             |     |
| 15 de dezembro  | Viviane Victorette   | atriz                                            | Brasil           |             |     |

## Mortes
| Data | Nome | Profissão | Nacionalidade | Observações | Ref |
| ---- | ---- | --------- | ------------- | ----------- | --- |